# Australiens damlandslag i vattenpolo
Australiens damlandslag i vattenpolo (engelska: Australia women's national water polo team) representerar Australien i vattenpolo på damsidan. Laget blev olympiska mästarinnor år 2000 samt världsmästarinnor 1986.

## Medaljer

### OS[3]
| Ort och år  | Placering |
| ----------- | --------- |
| Sydney 2000 |           |
| Peking 2008 |           |
| London 2012 |           |

### VM[3]
| Ort och år     | Placering |
| -------------- | --------- |
| Madrid 1986    |           |
| Perth 1998     |           |
| Melbourne 2007 |           |
| Barcelona 2013 |           |